# Menkeøyane
Les Menkeøyane  sont un archipel inhabité de Norvège, dans le Sud-Est du Svalbard, à 225 km de Longyearbyen et à 20 km au sud-est d'Edgeøya. L'archipel fait partie des Tusenøyane. 

## Histoire
L'archipel est nommé d'après Heinrich Theodor Menke, géographe allemand,.

## Géographie
Les différents îles formant les Menkeøyane sont, en allant du nord au sud :
- Blåmåken est l'île la plus au nord (altitude maximale : 12 m) avec deux îlots non nommés.
- Andsteggen (altitude maximale : 8 m) avec trois îlots non nommés.
- Teisten île en deux parties avec deux îlots non nommés[N 2].
- Havella au centre de l'archipel, c'est l'île la plus grande (1.2 km²) et la plus élevée (altitude maximale : 20 m)[N 3].
- Gassen (altitude maximale : 7 m) et son îlot qui est le plus à l'ouest de l'archipel[N 4].
- Alka petite île située entre Gassen et Havella[N 5].
- Islomen légèrement éloignée, elle est l'île la plus au sud.

Il faut encore compter une douzaine d'îlots qui ne sont pas comptabilisés  comme satellite d'une île.